# 南アルプス市立櫛形中学校
南アルプス市立櫛形中学校（みなみアルプスしりつ くしがたちゅうがっこう）は、山梨県南アルプス市にある公立中学校である。校訓にある「高登彼岸」は、旧櫛形町出身の内藤多仲が贈った言葉である。

## 沿革
- 1956年（昭和31年）4月 - 小笠原中・榊中・峡西中（旧野之瀬中）を統合して櫛形町立櫛形中学校となる。
- 1957年（昭和32年）10月15日 - 櫛形中学校落成式を挙行。学校創立記念日に制定する。
- 1963年（昭和38年）
  - 4月 - 櫛形町立豊中学校を併合する。
  - 10月 - 給食室の落成。給食の開始。
- 1964年（昭和39年）11月 - 内藤多仲の胸像の建立。（旧櫛形町の町制10周年を記念[3]）

## 通学区域
- 小笠原、山寺、桃園、曲輪田、上宮地、高尾、平岡、あやめが丘、上市之瀬、下市之瀬、中野、上野、上今井、吉田（東吉田・西吉田）、十五所、沢登[4]